# Brenden Morrow
Brenden Morrow (Carlyle, Saskatchewan, 1979. január 16. –) olimpiai és világbajnok, világkupa-győztes kanadai válogatott jégkorongozó.

## Karrierje

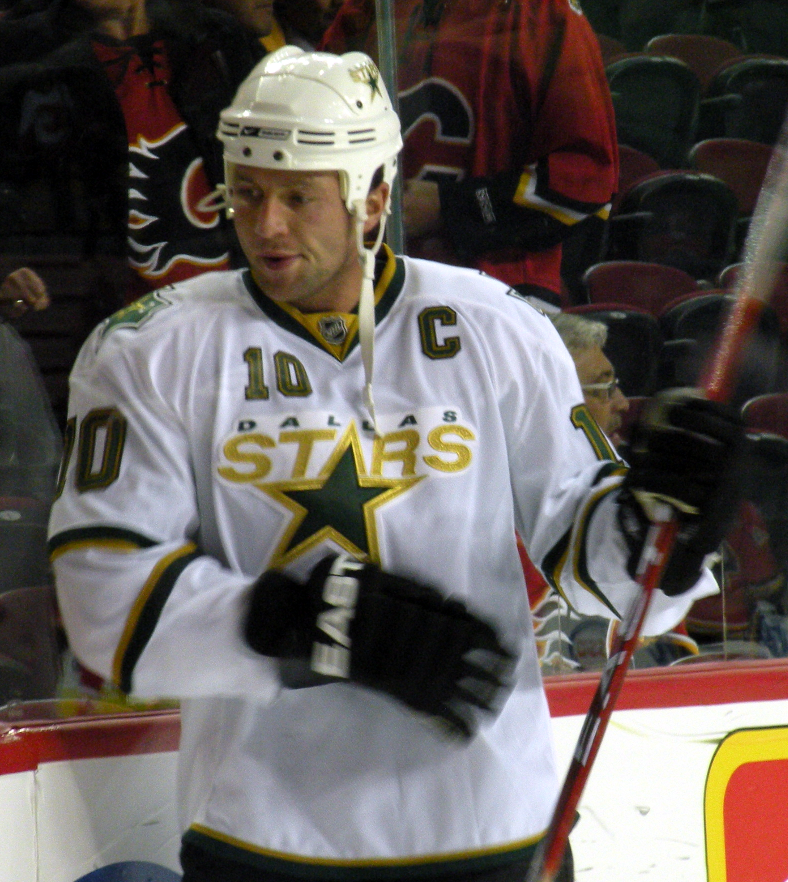
Morrow a Dallas Stars csapatkapitányaként

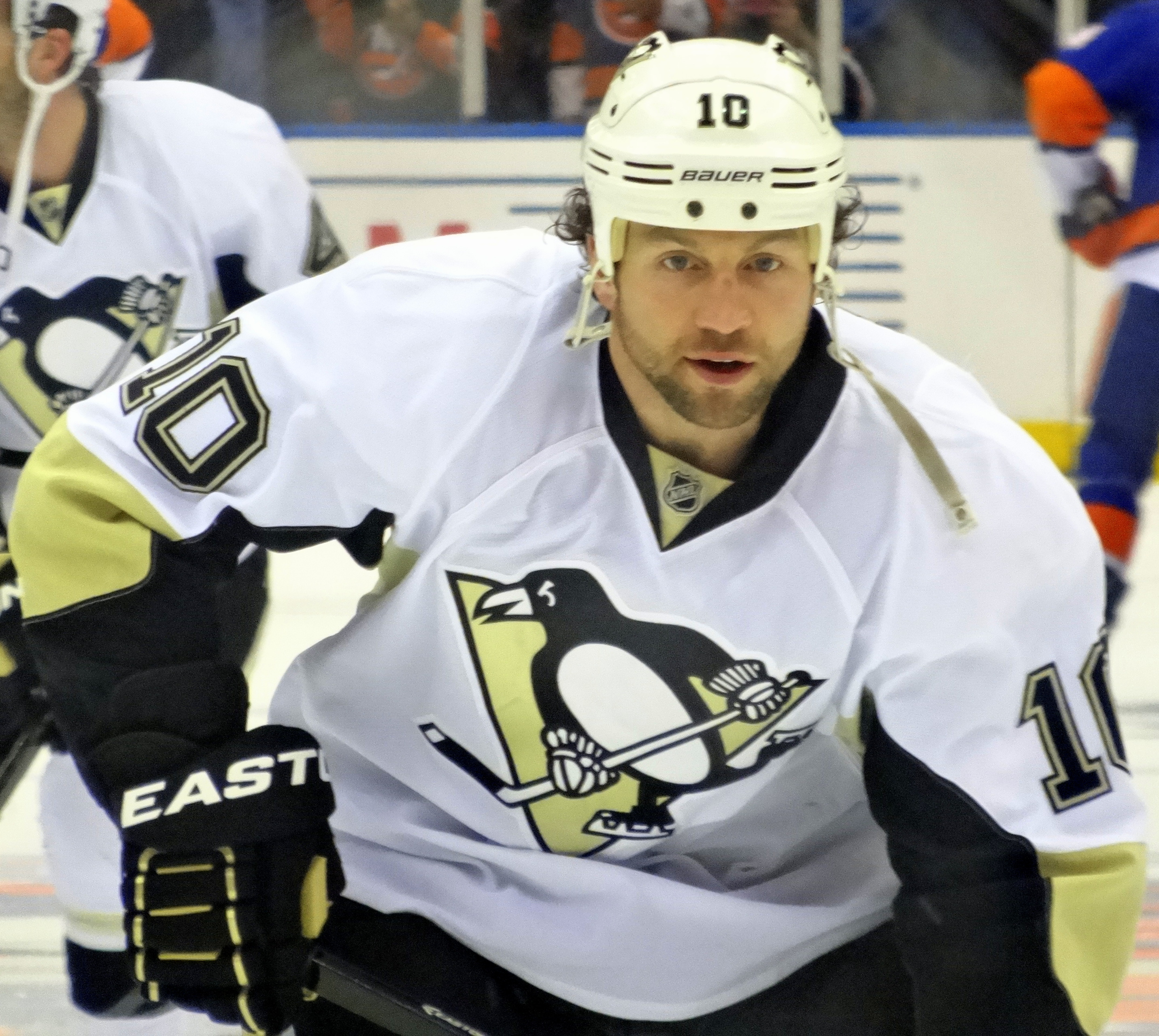
Morrow a Pittsburgh Penguinsszel a 2013-as rájátszásban

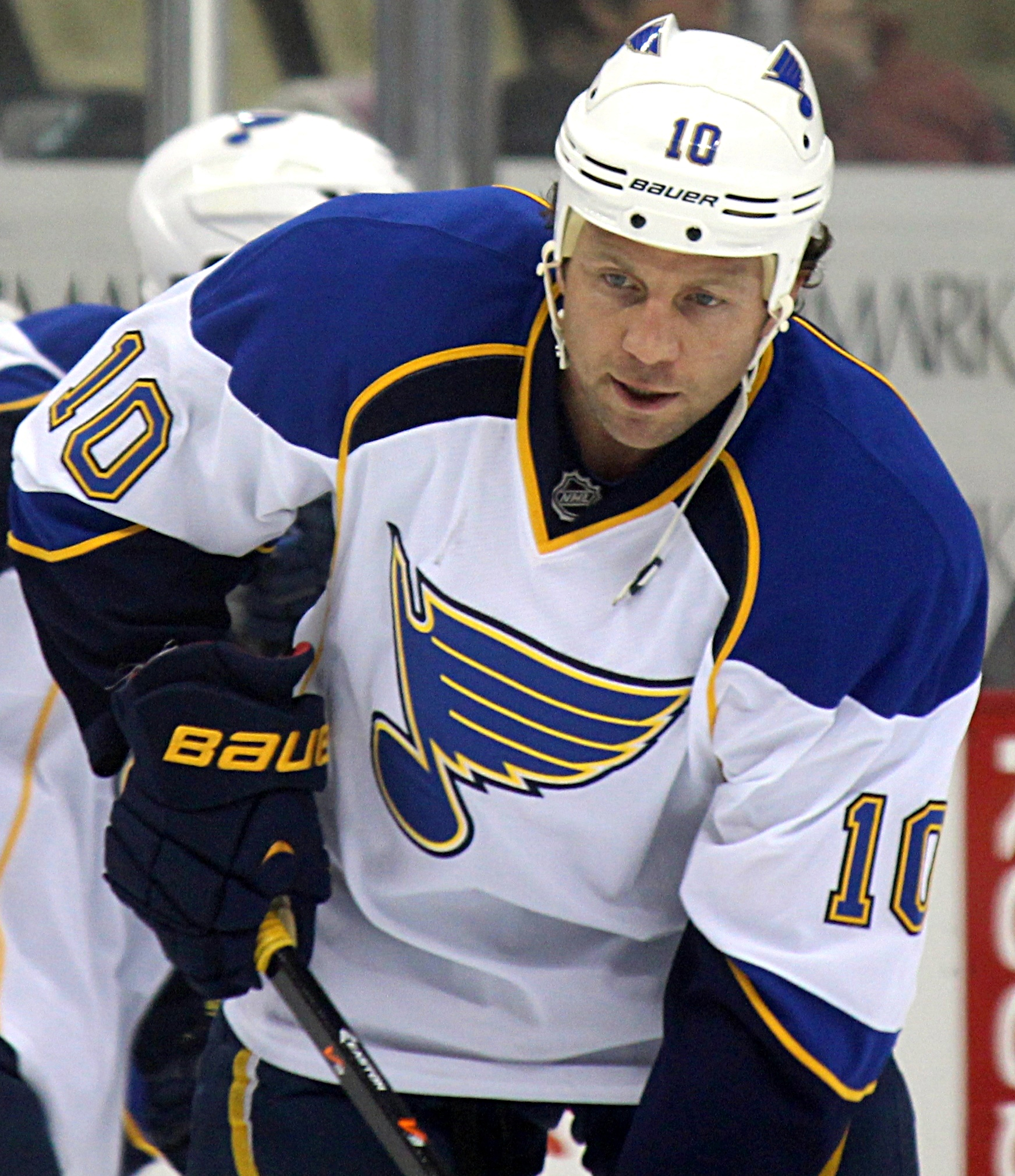
Morrow a St. Louis Blues játékosaként

Komolyabb junior karrierjét a Western Hockey League-es Portland Winter Hawks csapatában kezdte 1995–1996-ban. Ebben a csapatban 1999-ig játszott. A Dallas Stars a 25. helyen választotta ki az 1997-es NHL-drafton. Még az NHL-ben nem kapott játék lehetőséget és így marad az a WHL-ben ahol viszont a csapatát hozzásegítette a Memorial-kupához. 1999–2000-ben kezdte meg felnőtt pályafutását az IHL-es Michigan K-Wingsben ahol kilenc mérkőzést játszott és két gólt ütött. A Dallasban kezdetben nem ért el komoly eredményeket. A szezonjai 33 és 49 pont között mozogtak míg a 2005–2006-os szezonban 65 pontot szerzett. Az új NHL szabályoknak köszönhetően az olyan felépítésű csatárok, mint ő néhány téren előnyt élveztek az ellenfél védőivel szemben. 2006-ban a büntetés ideje is új rekordot jelentett számára ami 183 perc volt. A +/- tekintetben pedig sosem volt mínuszban a profi pályafutása alatt. A lockout ideje alatt a CHL-es Oklahoma City Blazersben játszott 19 mérkőzést. 2006. szeptember 29-én ő lett az új csapatkapitány és hatéves szerződést írt alá. Ő lett az ötödik játékos aki 1993 óta a C betűt viselheti a Starsban. 2006. november 10-én Brendent karrierje során először jelölték az NHL All-Star Gálára. 2006. december 26-án a Chicago Blackhawks elleni meccsen a jobb csuklójában két szalag elszakadt. A műtét jól sikerült és másnap reggel el is hagyhatta a kórházat. Március 18-án tért vissza a Phoenix Coyotes ellen. A sérülések miatt csak 40 mérkőzést játszott az idény során. 2007–2008-ban élete szezonját játszotta: 32 gól és 74 pont. A csapattal pedig a rájátszásban a főcsoport döntőig meneteltek. A következő idényben csak 18 mérkőzésen tudott jégre lépni egy térdsérülés miatt. A 2009–2010-es szezont szinte végig játszott és jól sikerült neki: 20 gólt ütött de ez sem segített a Starsnak, hogy bejussanak a rájátszásban. 2010–2011-ben legjobb szezonját játszotta: 33 gólt ütött. Viszont a Stars megint nem jutott a playoffsba. A 2011–2012-es szezonban sokat volt sérült és 57 mérkőzésen lépett jégre. Akkor összesen 26 pontot szerzett. A csapat sokáig a rájátszást érő helyeken volt de a szezon végén nem jutottak be oda. Több mérföldkövet is elért a szezon közben. 2011. november 21-én megszerezte az 500. pontját. 2012. március 26-án a 800 mérkőzését játszotta.

## Nemzetközi szereplés
Első válogatottbeli szereplése az 1999-es U20-as jégkorong-világbajnokság volt és ezüstérmes lett. Két évvel később már felnőtt jégkorong-világbajnokságra hívták, de ekkor csak a negyeddöntőig jutottak a kanadaiak. A következő évi világbajnokságra is megkapta a behívót és a kanadai válogatott ismét csak a negyeddöntőig jutott. Legközelebb a 2004-es világbajnokságon szerepelt és ebben az évben a válogatott világbajnok lett. Még ebben az évben játszhatott a 2004-es jégkorong-világkupán, ahol szintén aranyérmes lett. A 2005-ös világbajnokságon ezüstérmes lett. Játszhatott a 2010-es téli olimpián, ahol aranyérmet nyert.

## Sikerei, díjai
- Ed Chynoweth-kupa: 1998
- Memorial-kupa: 1998
- WHL Nyugat Első All-Star Csapat: 1999
- U20-as világbajnoksági ezüstérem: 1999
- Jégkorong-világkupa aranyérem: 2004
- Világbajnoki aranyérem: 2004
- Világbajnoki ezüstérem: 2005
- Olimpiai aranyérem: 2010

## Karrier statisztika

### Klubcsapat
| 1995–1996       | Portland Winter Hawks | WHL             | 65  | 13  | 12  | 25  | 61    | 7   | 0  | 0  | 0  | 8   |
| 1996–1997       | Portland Winter Hawks | WHL             | 71  | 39  | 49  | 88  | 178   | 6   | 2  | 1  | 3  | 4   |
| 1997–1998       | Portland Winter Hawks | WHL             | 68  | 34  | 52  | 86  | 184   | 16  | 10 | 8  | 18 | 65  |
| 1998–1999       | Portland Winter Hawks | WHL             | 61  | 41  | 44  | 85  | 248   | 4   | 0  | 4  | 4  | 18  |
| 1999–2000       | Michigan K-Wings      | IHL             | 9   | 2   | 0   | 2   | 18    | —   | —  | —  | —  | —   |
| 1999–2000       | Dallas Stars          | NHL             | 64  | 14  | 19  | 33  | 81    | 21  | 2  | 4  | 6  | 22  |
| 2000–2001       | Dallas Stars          | NHL             | 82  | 20  | 24  | 44  | 128   | 10  | 0  | 3  | 3  | 12  |
| 2001–2002       | Dallas Stars          | NHL             | 72  | 17  | 18  | 35  | 109   | —   | —  | —  | —  | —   |
| 2002–2003       | Dallas Stars          | NHL             | 71  | 21  | 22  | 43  | 134   | 12  | 3  | 5  | 8  | 16  |
| 2003–2004       | Dallas Stars          | NHL             | 81  | 25  | 24  | 49  | 121   | 5   | 0  | 1  | 1  | 4   |
| 2004–2005       | Oklahoma City Blazers | CHL             | 19  | 8   | 14  | 22  | 31    | —   | —  | —  | —  | —   |
| 2005–2006       | Dallas Stars          | NHL             | 81  | 23  | 42  | 65  | 183   | 5   | 1  | 5  | 6  | 6   |
| 2006–2007       | Dallas Stars          | NHL             | 40  | 16  | 15  | 31  | 33    | 7   | 2  | 1  | 3  | 18  |
| 2007–2008       | Dallas Stars          | NHL             | 82  | 32  | 42  | 74  | 105   | 18  | 9  | 6  | 15 | 22  |
| 2008–2009       | Dallas Stars          | NHL             | 18  | 5   | 10  | 15  | 49    | —   | —  | —  | —  | —   |
| 2009–2010       | Dallas Stars          | NHL             | 76  | 20  | 26  | 46  | 69    | —   | —  | —  | —  | —   |
| 2010–2011       | Dallas Stars          | NHL             | 82  | 33  | 23  | 56  | 76    | —   | —  | —  | —  | —   |
| 2011–2012       | Dallas Stars          | NHL             | 57  | 11  | 15  | 26  | 97    | —   | —  | —  | —  | —   |
| 2012–2013       | Dallas Stars          | NHL             | 29  | 6   | 5   | 11  | 18    | —   | —  | —  | —  | —   |
| 2012–2013       | Pittsburgh Penguins   | NHL             | 15  | 6   | 8   | 14  | 19    | 14  | 2  | 2  | 4  | 8   |
| 2013–2014       | St. Louis Blues       | NHL             | 71  | 13  | 12  | 25  | 76    | 2   | 0  | 0  | 0  | 0   |
| 2014–2015       | Tampa Bay Lightning   | NHL             | 70  | 3   | 5   | 8   | 64    | 24  | 0  | 0  | 0  | 22  |
| WHL Összesített | WHL Összesített       | WHL Összesített | 265 | 123 | 157 | 280 | 671   | 33  | 12 | 13 | 25 | 95  |
| NHL Összesített | NHL Összesített       | NHL Összesített | 991 | 265 | 310 | 575 | 1,362 | 118 | 19 | 27 | 46 | 130 |

### Válogatott
| Év                  | Csapat              | Esemény               | Helyezés            |    | MSz | G | A | P  | B |
| ------------------- | ------------------- | --------------------- | ------------------- | -- | --- | - | - | -- | - |
| 1999                | Kanada              | U20-as világbajnokság | Ezüstérem           | 7  | 1   | 7 | 8 | 4  |   |
| 2001                | Kanada              | Világbajnokság        | 4. hely             | 1  | 0   | 0 | 0 | 0  |   |
| 2002                | Kanada              | Világbajnokság        | 6. hely             | 7  | 0   | 1 | 1 | 2  |   |
| 2004                | Kanada              | Világbajnokság        | Aranyérem           | 9  | 0   | 3 | 3 | 12 |   |
| 2004                | Kanada              | Világkupa             | Aranyérem           | 1  | 0   | 0 | 0 | 4  |   |
| 2005                | Kanada              | Világbajnokság        | Ezüstérem           | 9  | 0   | 1 | 1 | 6  |   |
| 2010                | Kanada              | Olimpia               | Arany               | 7  | 2   | 1 | 3 | 2  |   |
| U20-as összesített  | U20-as összesített  | U20-as összesített    | U20-as összesített  | 7  | 1   | 7 | 8 | 4  |   |
| Felnőtt összesített | Felnőtt összesített | Felnőtt összesített   | Felnőtt összesített | 34 | 2   | 6 | 8 | 26 |   |